# Großhadern (métro de Munich)
Grosshadern (en allemand : U-Bahnhof Grosshadern) est une station de la ligne U6 du métro de Munich. Elle est située dans le secteur de Großhadern.

## Situation sur le réseau

Plan du métro (2020).

## Histoire
La station ouvre le 22 mai 1993. Comme dans la station Klinikum Großhadern, les murs derrière la voie ont des carreaux qui montrent un paysage de montagne. Les piliers sont recouverts de carreaux jaunes. Une construction de réflecteur en lattes d'aluminium est fixée à la plate-forme, qui est bordée de dalles de granit, et est alignée avec les lampes entre les piliers. Il y a aussi une bande lumineuse autour des ascenseurs sur la mezzanine.

## Services aux voyageurs

### Accès et accueil
Par des escalators et des escaliers fixes à l'extrémité sud, on peut accéder à une mezzanine et de là, on peut rejoindre la Sauerbruchstrasse. À l'extrémité nord, il y a aussi des escaliers mécaniques et des escaliers fixes ainsi qu'un ascenseur jusqu'à une mezzanine et jusqu'à l'intersection Sauerbruchstrasse/Würmtalstrasse.

### Intermodalité
La station est en correspondance avec trois lignes dites MetroBus (lignes 56, 160 et 268) de la Münchner Verkehrsgesellschaft.